# Pavo (género)
Pavo es un género de aves galliformes de la familia Phasianidae, que incluye dos especies, el pavo real común (Pavo cristatus) y el pavo real cuelliverde (Pavo muticus).
Otra especie emparentada, el pavo real del Congo (Afropavo congolensis), propio de África central, ha sido clasificado en un género diferenciado a principios del siglo XX y carece de la amplia cola característica que lucen las especies asiáticas. En varios países se denomina "pavo" a varias especies del género Meleagris, que incluye el pavo doméstico (Meleagris gallopavo).